# Kanton Montgiscard
Der Kanton Montgiscard war bis 2015 ein französischer Wahlkreis im Arrondissement Toulouse, im Département Haute-Garonne und in der Region Midi-Pyrénées; sein Hauptort war Montgiscard. Seine Vertreterin im Generalrat des Départements war zuletzt Annie Maury (PS).

## Gemeinden
Der Kanton umfasste 20 Gemeinden:
| Gemeinde             | Einwohner Jahr | Fläche km² | Bevölkerungsdichte | Postleitzahl | Code INSEE |
| -------------------- | -------------- | ---------- | ------------------ | ------------ | ---------- |
| Ayguesvives          | 2486 (2013)    | –          | – Einw./km²        | 31450        | 31004      |
| Baziège              | 3221 (2013)    | –          | – Einw./km²        | 31450        | 31048      |
| Belberaud            | 1314 (2013)    | –          | – Einw./km²        | 31450        | 31057      |
| Belbèze-de-Lauragais | 107 (2013)     | –          | – Einw./km²        | 31450        | 31058      |
| Corronsac            | 744 (2013)     | –          | – Einw./km²        | 31450        | 31151      |
| Deyme                | 915 (2013)     | –          | – Einw./km²        | 31450        | 31161      |
| Donneville           | 1039 (2013)    | –          | – Einw./km²        | 31450        | 31162      |
| Escalquens           | 6170 (2013)    | –          | – Einw./km²        | 31750        | 31169      |
| Espanès              | 276 (2013)     | –          | – Einw./km²        | 31450        | 31171      |
| Fourquevaux          | 749 (2013)     | –          | – Einw./km²        | 31450        | 31192      |
| Issus                | 564 (2013)     | –          | – Einw./km²        | 31450        | 31240      |
| Labastide-Beauvoir   | 1139 (2013)    | –          | – Einw./km²        | 31450        | 31249      |
| Montbrun-Lauragais   | 576 (2013)     | –          | – Einw./km²        | 31450        | 31366      |
| Montgiscard          | 2143 (2013)    | –          | – Einw./km²        | 31450        | 31381      |
| Montlaur             | 1187 (2013)    | –          | – Einw./km²        | 31450        | 31384      |
| Noueilles            | 372 (2013)     | –          | – Einw./km²        | 31450        | 31401      |
| Odars                | 780 (2013)     | –          | – Einw./km²        | 31450        | 31402      |
| Pompertuzat          | 2125 (2013)    | –          | – Einw./km²        | 31450        | 31429      |
| Pouze                | 92 (2013)      | –          | – Einw./km²        | 31450        | 31437      |
| Varennes             | 257 (2013)     | –          | – Einw./km²        | 31450        | 31568      |

## Bevölkerungsentwicklung
| 1962 | 1968 | 1975   | 1982   | 1990   | 1999   | 2006   | 2011   |
| ---- | ---- | ------ | ------ | ------ | ------ | ------ | ------ |
| 6207 | 7335 | 10.297 | 13.147 | 16.543 | 20.313 | 24.035 | 25.573 |